# Dolichopus longus
Dolichopus longus är en tvåvingeart som beskrevs av Aldrich 1922. Dolichopus longus ingår i släktet Dolichopus och familjen styltflugor.
Artens utbredningsområde är Colorado. Inga underarter finns listade i Catalogue of Life.